# Lurs

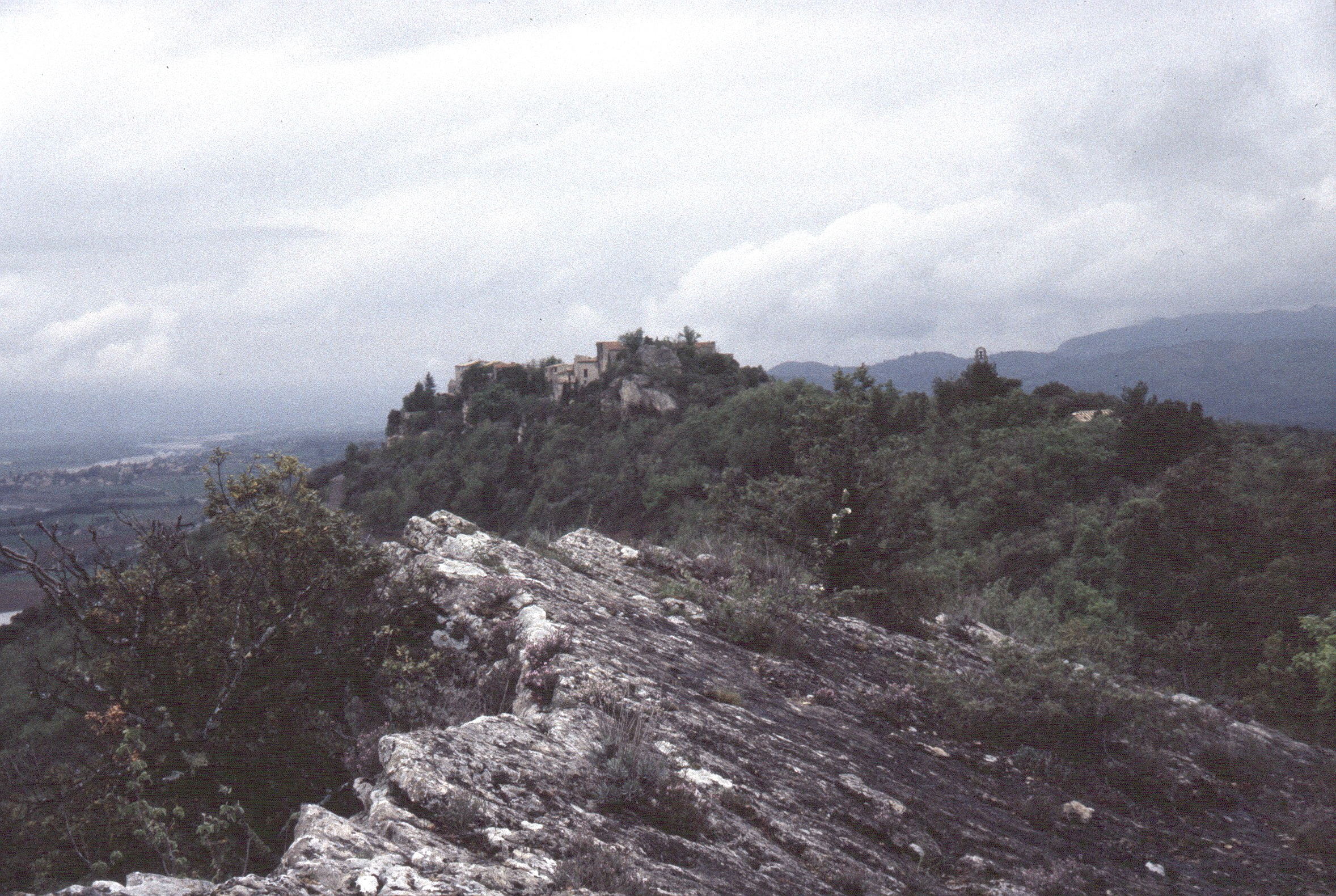
Blick auf Lurs von Norden

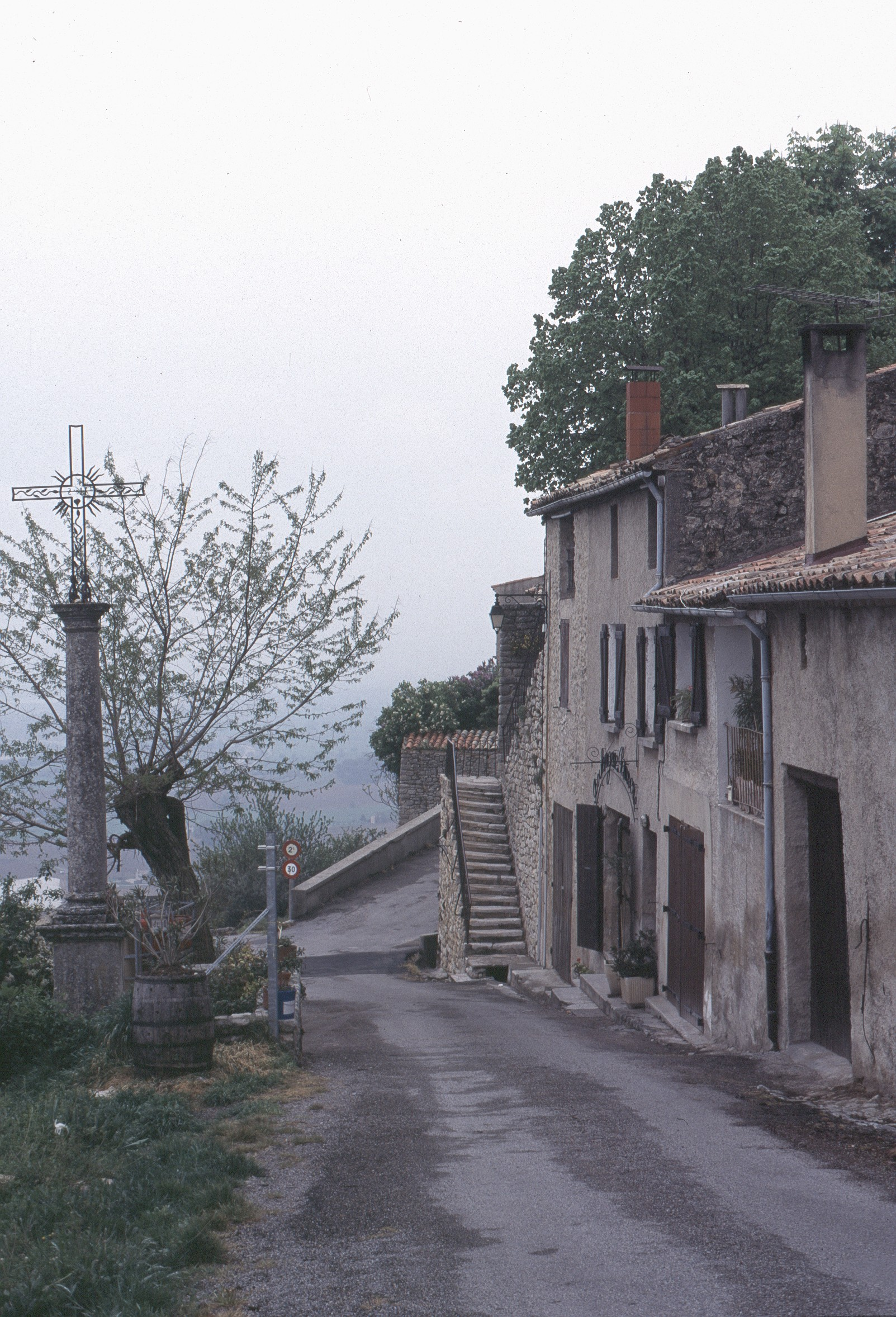
Ortsrand über dem Tal der Durance

Lurs [lʏrs] ist ein Dorf und Hauptort der gleichnamigen Gemeinde mit 373 Einwohnern (Stand 1. Januar 2022) im Département Alpes-de-Haute-Provence in der Region Provence-Alpes-Côte d’Azur in Frankreich. Die Gemeinde gehört zum Kanton Forcalquier im Arrondissement Forcalquier.

## Lage
Das Dorf Lurs liegt auf einem Hügel über dem Tal der Durance auf 612 Meter Höhe. Die nächsten größeren Orte sind Manosque und Forcalquier. Das Gemeindegebiet gehört zum Regionalen Naturpark Luberon.

## Geschichte
Im Gebiet von Lurs sind bereits aus der Altsteinzeit und der Kupfersteinzeit menschliche Spuren nachweisbar. Zwei jungsteinzeitliche Siedlungen wurden bei Ausgrabungen gefunden, aus späterer Zeit wurde eine gallorömische Nekropole entdeckt.
Die erste urkundliche Erwähnung des Orts stammt aus dem 9. Jahrhundert. Spätestens seit jener Zeit gehörte er den Bischöfen von Sisteron, weshalb die Einwohner bis zur Französischen Revolution keine Steuern an die Grafen der Provence und deren Nachfolger, die Könige von Frankreich, entrichteten.
Die Burg aus dem 10. Jahrhundert wurde während der Religionskriege im 16. Jahrhundert dreimal eingenommen. Im Zuge der Revolution wurde Lurs für ca. zehn Jahre Hauptort des Kantons Lurs, bereits 1801 aber dem Kanton Forcalquier und 1802 schließlich dem Kanton Peyruis angegliedert.
Nach dem Staatsstreich Napoleons III. gegen die Zweite Republik, der einen bewaffneten Aufstand in den südlichen Alpen zur Verteidigung der Verfassung hervorgerufen hatte, wurden zweiundzwanzig Bewohner angeklagt und die Mehrzahl davon nach Algerien deportiert.
1863 verfügte Lurs bereits über eine Grundschule für Jungen, spätestens 1877 auch für Mädchen. Bis Mitte des 20. Jahrhunderts wurde in der Gemeinde Wein angebaut. Am 20. August 1944 wurde Lurs „im Vorbeigehen“ durch das 143. Infanterieregiment der US-amerikanischen Truppen von den deutschen Besatzern befreit.

### Bevölkerungsentwicklung
Während im Jahr 1831 1236 Einwohner gezählt wurden, sank deren Zahl weitgehend kontinuierlich auf einen Wert von 275 im Jahr 1975. Seitdem hat sich die Bevölkerungszahl wieder leicht erholt.
| Jahr      | 1962 | 1968 | 1975 | 1982 | 1990 | 1999 | 2009 | 2019 |
| Einwohner | 311  | 305  | 275  | 284  | 320  | 347  | 370  | 380  |

## Politik
Von 1790 bis 1795 und seit 1800 hatte Lurs einen Bürgermeister, der seit 1884 vom Gemeinderat gewählt wird. Lurs gehört zum Gemeindeverband Pays Forcalquier et Montagne de Lure.

## Wirtschaft
Die Gemeinde ist land- und forstwirtschaftlich geprägt, auch der Fischfang spielt eine Rolle. Dominierend ist die Olivenkultur, der Ort beherbergt eine der sieben Ölmühlen des Départements.

## Kultur
Seit 1955 finden alljährlich im August die nach dem nördlich gelegenen Berg Montagne de Lure benannten internationalen Begegnungen Rencontres internationales de Lure statt.

## Sehenswürdigkeiten
- Historischer Ortskern
- Reste römischer Bauwerke

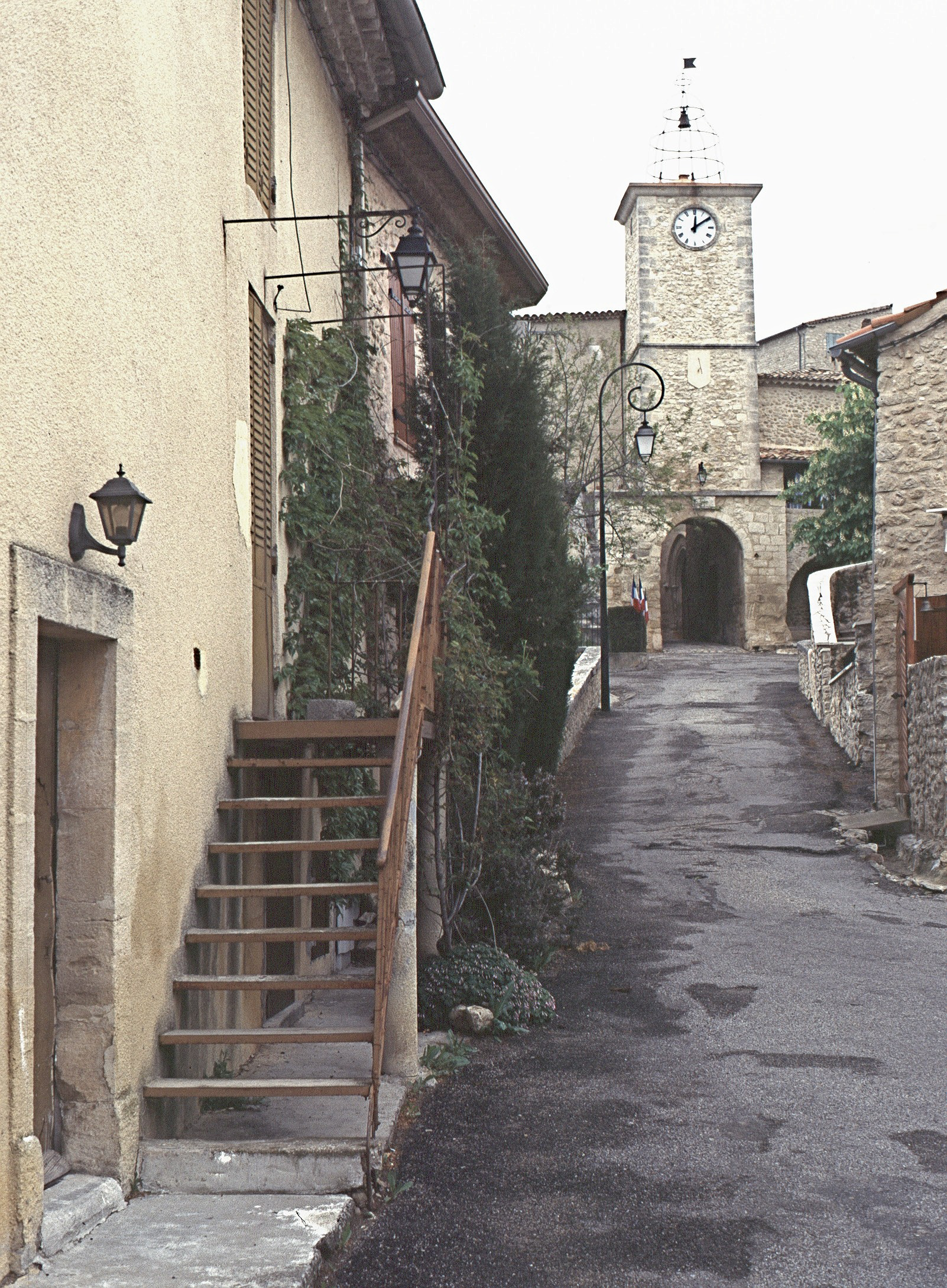
Uhrturm

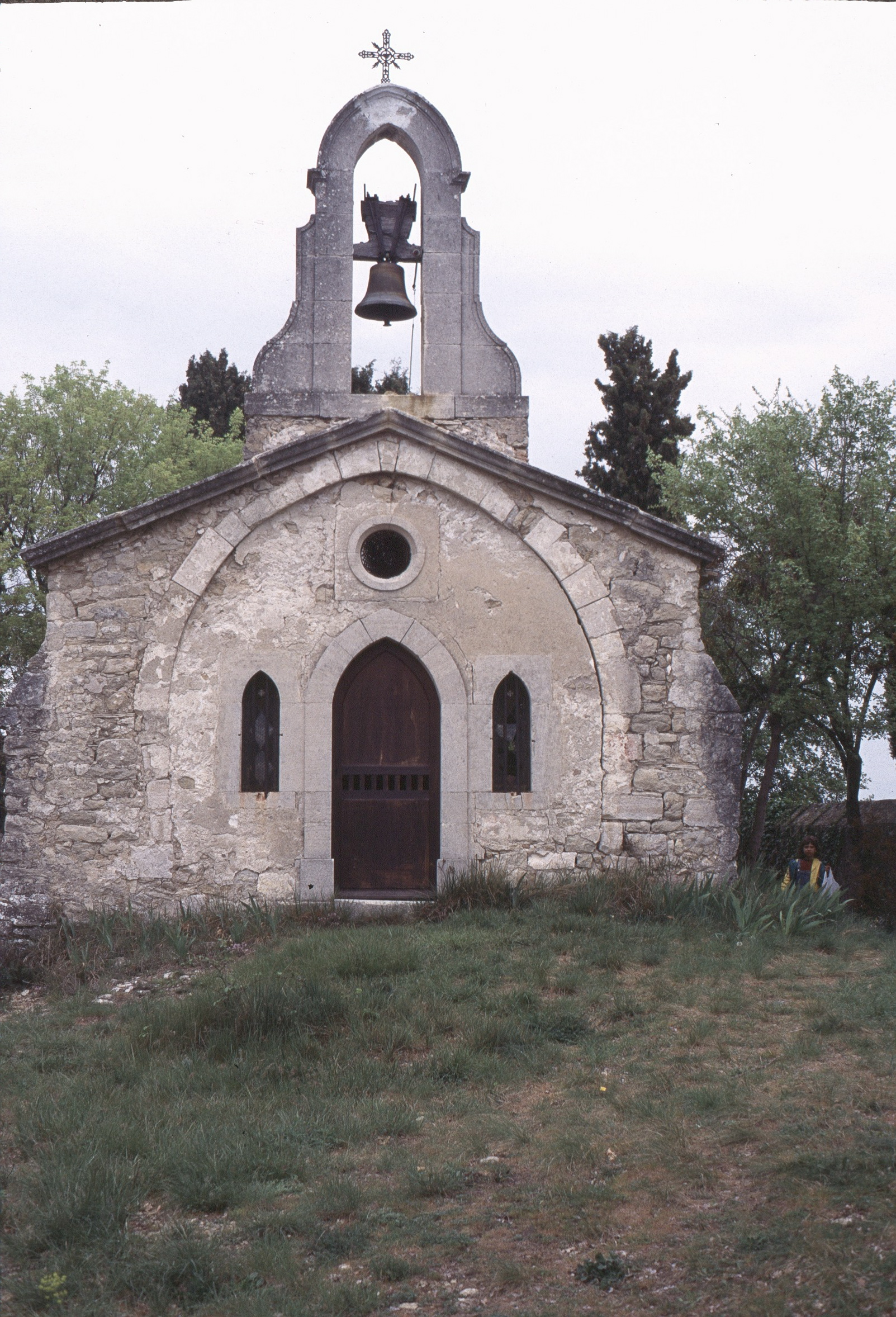
Friedhofskapelle Saint-Michel

- Römische Brücke Pont romain de Lurs über den Buès, seit 1963 unter Denkmalschutz
- Uhrturm mit Glocke aus dem Jahr 1499
- Ölmühle
- Kapelle Notre-Dame-des-Anges, erbaut ab 1662
- Kapelle Notre-Dame-de-Vie von 1552

Siehe auch: Liste der Monuments historiques in Lurs

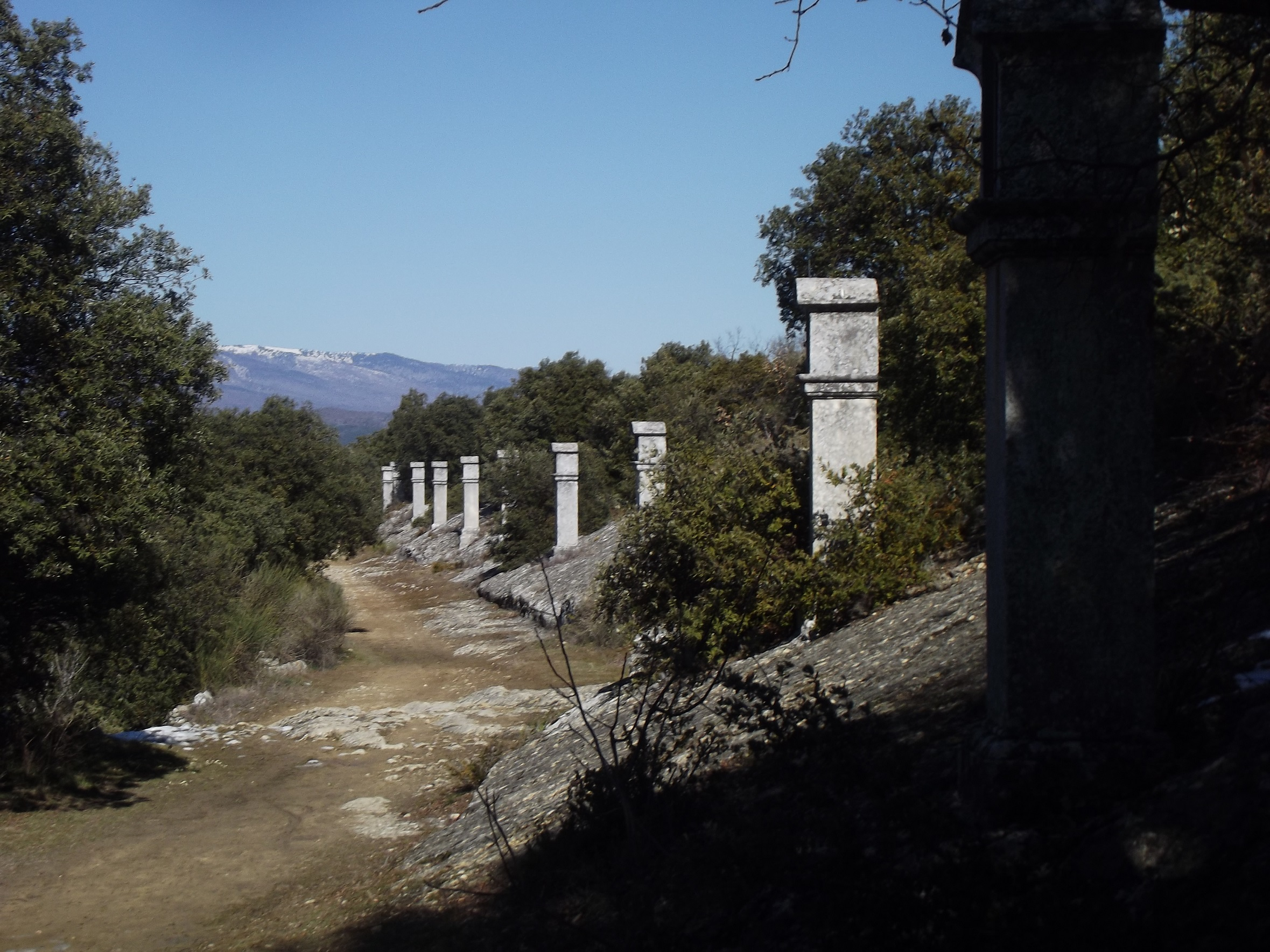
Kreuzweg zur Kapelle Notre-Dame-de-Vie
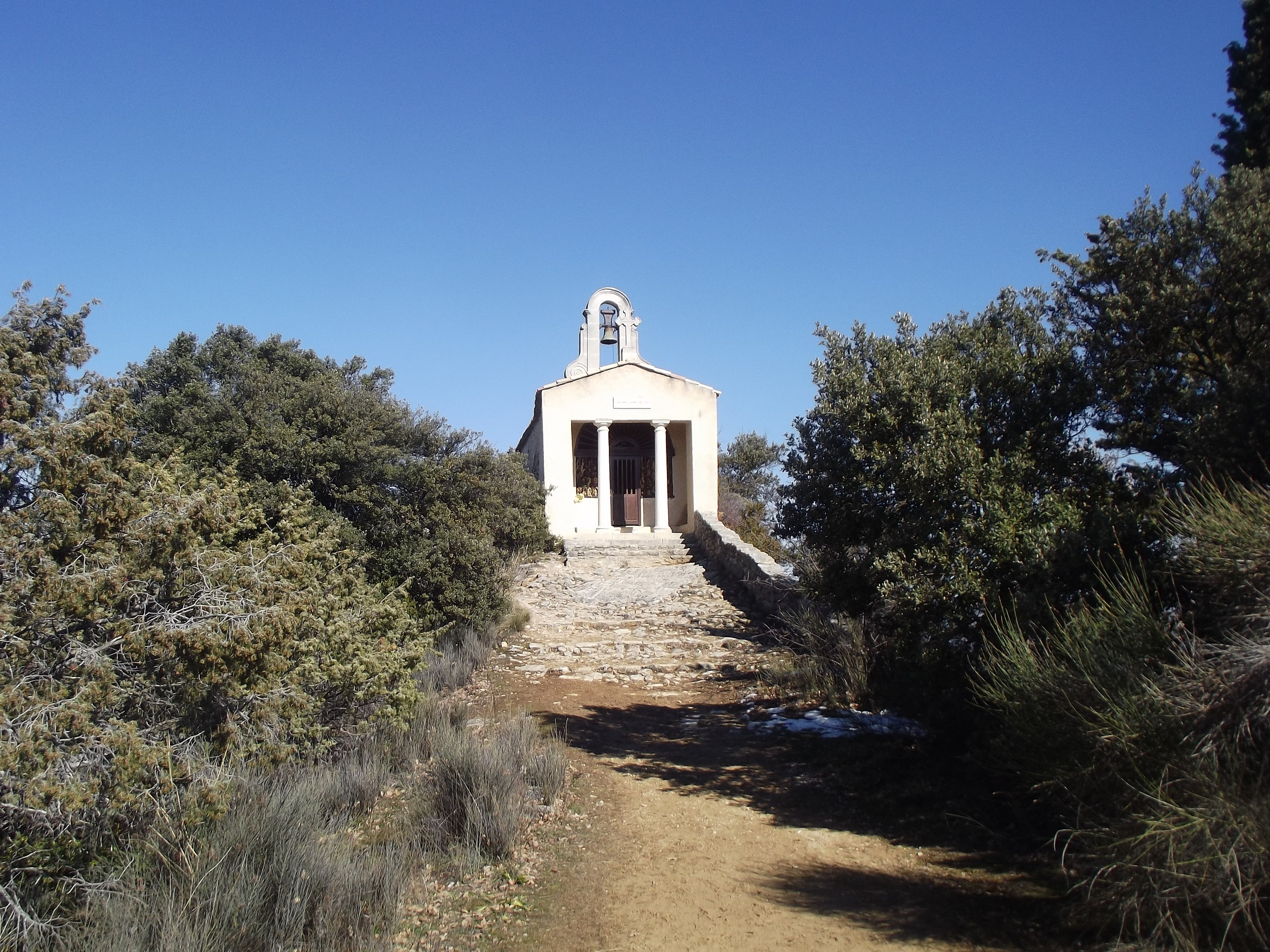
Notre-Dame-de-Vie
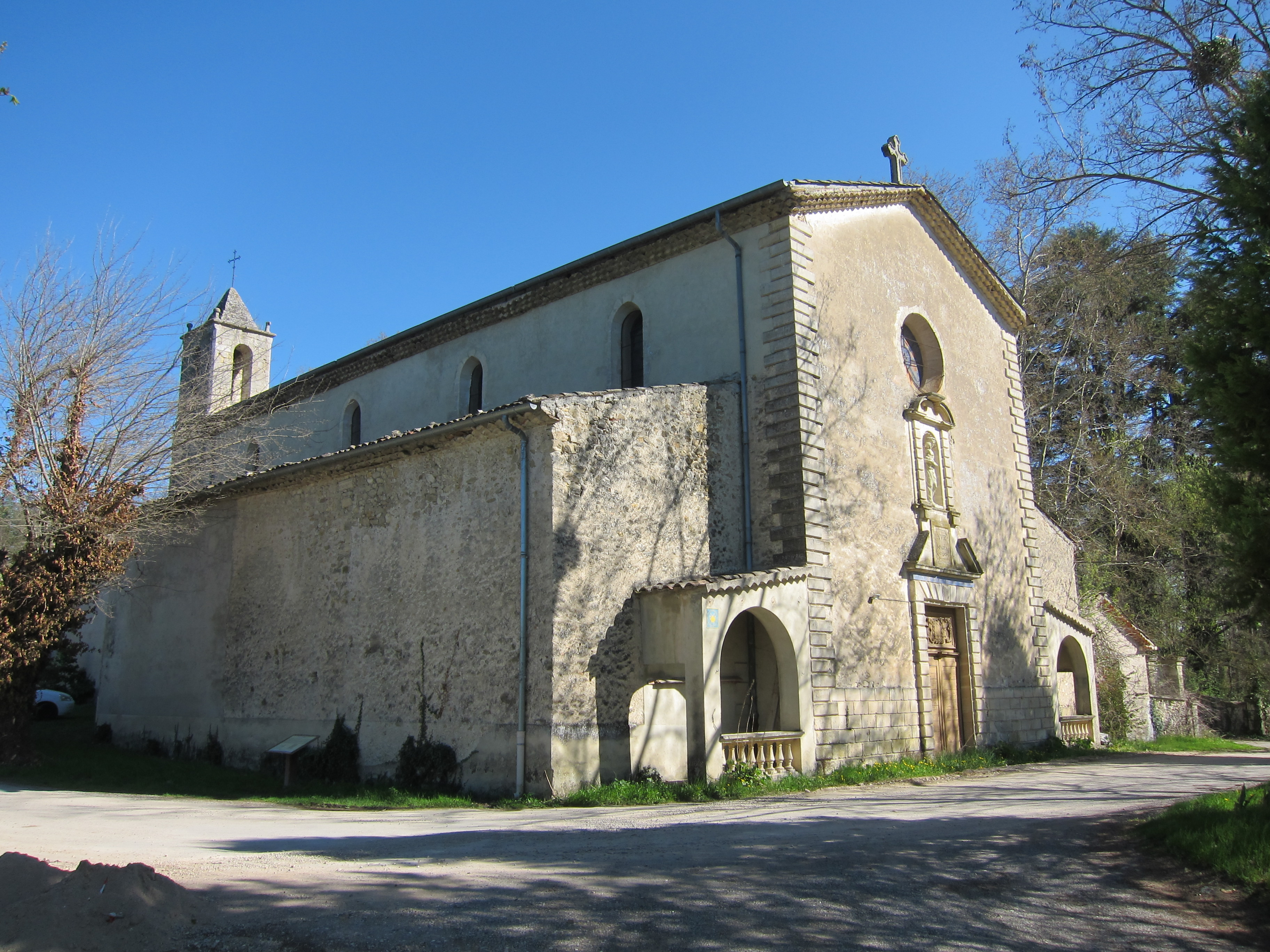
Notre-Dame-des-Anges
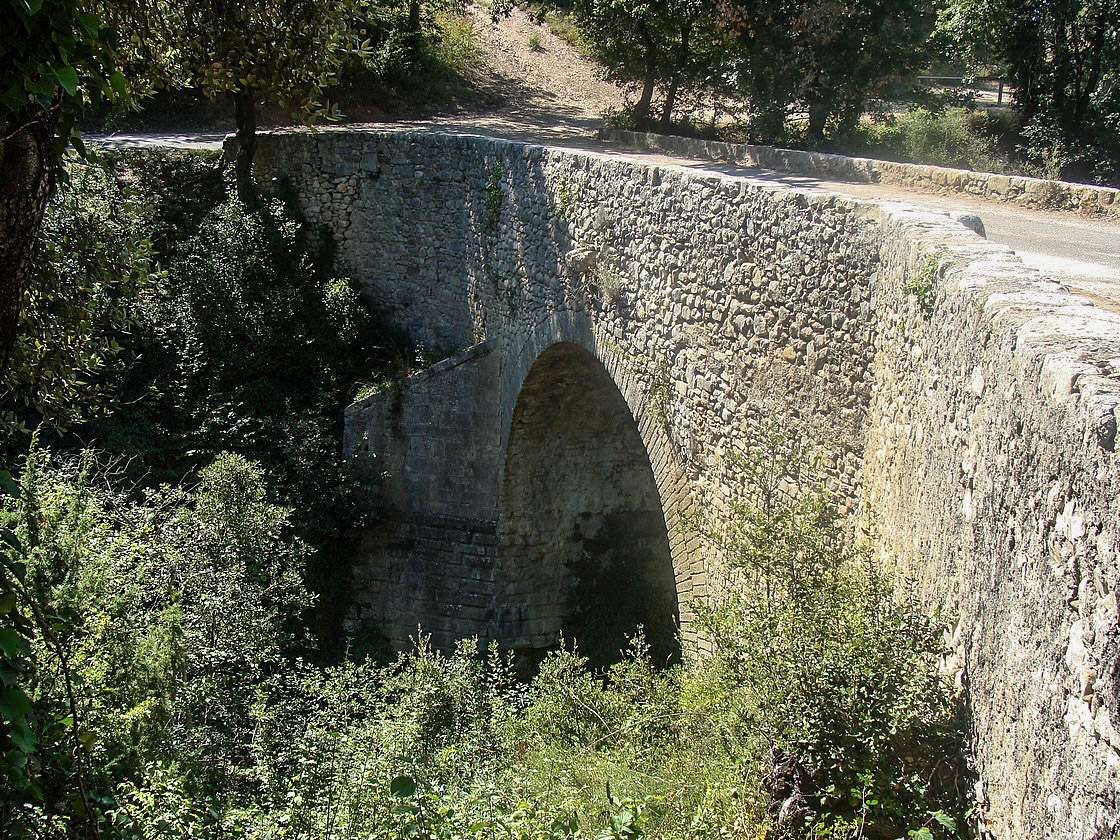
Pont romain de Lurs über den Buès

## Verkehr
Im Tal der Durance verlaufen die Bahnstrecke Grenoble–Marseille, die Autobahn A51 und die Departementsstraße D4096. Die D12 führt von Lurs nach Forcalquier. Der Bahnhof Lurs ist stillgelegt, nächster Bahnhof ist La Brillanne - Oraison. Die nächstliegenden Autobahnausfahrten sind Peyruis (von Norden) und Oraison (von Süden).

## Trivia
Das Gemeindegebiet von Lurs war 1952 Schauplatz des Dominici-Kriminalfalls. Der rätselhafte Mord an einer englischen Familie wurde 1973, teilweise an den Originalschauplätzen, unter dem Titel Die Affäre Dominici mit Jean Gabin und Victor Lanoux in den Hauptrollen verfilmt.